# Calodia punctivena
Calodia punctivena är en insektsart som beskrevs av Walker 1857. Calodia punctivena ingår i släktet Calodia och familjen dvärgstritar. Artens utbredningsområde är Sarawak i Malaysia. Inga underarter finns listade i Catalogue of Life.